# 1484年
| 千纪： | 2千纪 |
| 世纪： | 14世纪 \| 15世纪 \| 16世纪                                                                                 |
| 年代： | 1450年代 \| 1460年代 \| 1470年代 \| 1480年代 \| 1490年代 \| 1500年代 \| 1510年代                           |
| 年份： | 1479年 \| 1480年 \| 1481年 \| 1482年 \| 1483年 \| 1484年 \| 1485年 \| 1486年 \| 1487年 \| 1488年 \| 1489年 |
| 纪年： | 甲辰年（龙年）；明成化二十年；越南洪德十五年；日本文明十六年                                               |

## 大事记
- 葡萄牙探險家迪亞哥·康發現了剛果河。
- 克里斯多福·哥倫布向葡萄牙王國約翰二世提出航海計畫，但被拒絕。
- 8月7日——費拉拉公國與威尼斯共和國簽署巴尼奧洛和約，費拉拉公國將羅維戈及部分波河平原割讓給威尼斯共和國，費拉拉戰爭以威尼斯共和國的勝利結束。
- 8月29日——依诺森八世当选为教宗。
- 12月5日——教宗依诺森八世下令迫害女巫。

## 出生
- 1月1日——烏利希·慈運理，基督教新教神學家，瑞士宗教改革運動的領導者（1531年逝世）。
- 2月21日——約阿希姆一世，霍亨索伦王朝的第五任勃兰登堡选帝侯（1535年逝世）。
- 3月4日——格奧爾格，布蘭登堡-安斯巴赫藩侯（1543年逝世）。
- 10月13日——朱祐梈，明朝汝安王，明宪宗朱见深第十一子。

## 逝世
- 8月12日——西斯笃四世，教宗（出生1414年）